# Xã Sidney, Michigan
Xã Sidney (tiếng Anh: Sidney Township) là một xã thuộc quận Montcalm, tiểu bang Michigan, Hoa Kỳ. Năm 2010, dân số của xã này là 2.574 người.